# بيتر هايندز
بيتر هايندز (بالإنجليزية: Peter Hinds)‏ هو لاعب كرة قدم باربادوسي، ولد في 8 يونيو 1962 في سانت بيتر، بربادوس ‏ في باربادوس. لعب مع أردز ودندي يونايتد وشونان بلمار ونادي إنفيلد ونادي جل فيسنتي ونادي ماريتيمو.

## وصلات خارجية
- بيتر هايندز على موقع قاعدة بيانات كرة القدم.إي يو (الإنجليزية)